# Louis Delfau
Louis Delfau (Olette, Conflent, 20 juni 1871 - Perpignan, 14 september 1937), ook wel bekend als Lluís Delfau, was een Frans streekschilder. Hij kwam uit Roussillon, ofwel Noord-Catalonië, een historische provincie voortgekomen uit het voormalige vorstendom Catalonië.
Hoewel deze provincie nu vervangen is door de Pyrénées-Orientales in Frankrijk, wordt Delfau alsook de mensen uit deze streek nog altijd als Catalaans of "Roussillonnais" beschouwd.

## Biografie
Louis Delfau is geboren op 20 juni 1871 in Olette, Conflent. In 1890 startte hij zijn opleiding aan de École Nationale Supérieure des Beaux-Arts in Parijs, waar hij zich onder instructie van Léon Bonnat specialiseerde in portretten.
Na de dood van zijn vader keerde Delfau terug naar zijn geboortestreek, eerst naar Céret alvorens hij in 1912 naar Perpignan terugkeerde. Hij trouwde met Thérèse de Pontich, die uit Vinça kwam. Ze kregen twee zonen, René (1902), die een muzikant zou worden; en Fernand (1909), die beeldhouwer zou worden. Met zijn vrouw als favoriete model, zou zijn familie in vele van zijn werken figureren.
Delfau werkte in Perpignan als conservator in het museum en het stadstheater, en was directeur van een gemeentelijke kunstacademie. Daar gaf hij les aan toekomstige schilders zoals Martí Vives.
Delfau was een harde werker die gericht was op het verbeelden van het Catalaanse leven. Hij werd erkend door zijn tijdgenoten en critici, die zijn werk zagen in de diverse tentoonstellingen. Maar zijn karakter en bescheidenheid hielden hem weg van gemakkelijke succesjes en geziene evenementen, waardoor hij niet de roem genoot die iemand van zijn kwaliteiten anders zou hebben gehad.
Hij overleed op 14 september 1937 in Perpignan.

## Stijl
Delfau maakte aanvankelijk naam met zijn olieverfportretten van de Catalaanse bourgeoisie, welke hem de bijnaam "moderne Rigaud" bezorgde. Heden classificeert de kunsthandel zijn portretten als Napoleon III en realisme. Een veel geprezen voorbeeld is het portret van Jules de Carsalade du Pont (1847-1932), de bisschop van Perpignan, welke een krachtige verbeelding van het Noord-Catalaanse cultuur zou zijn.
Maar Delfau zou uiteindelijk vooral bekend worden voor zijn oog voor Catalaanse landschappen en lokale genrestukken, die een groot deel van zijn werk waren. Hij was een echte streekschilder van de Noord-Catalaanse regio, en werd dan ook de "schilder van Roussillon" genoemd. Zijn schilderij La cargolade wordt vaak aangehaald als emblematisch voor zowel zijn werk en de gastronomische gezelligheid van Noord-Catalonië.
De Catalaanse landschappen en naaktscènes zijn weer impressionistisch van aard. De genrestukken met de gewone Catalaanse burger vallen onder realisme.

## Galerij
De werken van Louis Delfau bevinden zich in private en publieke collecties verspreid over de wereld, waaronder in musea van Perpignan, New York en Philadelphia. In deze galerij bevinden zich enkele van de meest karakteristieke werken. Zie Lijst van werken van Louis Delfau voor een uitgebreidere lijst en toelichtingen bij de werken.
| - Portretten van de bourgeoisie Roussillonnaise - Madame Aragon - Marie Antoinette Bournet - Joseph Denis, burgemeester van Perpignan - Man met bril - Portret van een dame - Bischop de Carselade du Pont |

| - Catalaanse genrestukken - Cargolade - Catalaanse kaartspelers - Catalaanse in de keuken |

| - Catalaanse streekgezichten - Vissers op het strand - Vissersstrand van Collioure - De brug van Céret - Montferrer - Lumières en Roussillon - Daken van Collioure |

| - Naakttaferelen - Opwinding tijdens het baden - Naakt aan de rivier - Blik door het sleutelgat |

| - Serie dagelijkse momentopnames |